# Piotr Molerus
Piotr Molerus (Mollerus) (ur. ok. 1577 w Braniewie, zm. 18 września 1629 w Wierzbowie) – jezuita, teolog, biblista i kaznodzieja, rektor klasztoru jezuitów w Wilnie (1617–1629), prefekt seminarium papieskiego i bursy dla ubogich w Braniewie (1621–1622), profesor teologii moralnej w seminarium duchownym w Worniach.

## Życiorys
Piotr Molerus urodził się około 1577 roku w Braniewie w diecezji warmińskiej, znajdującej się wówczas w granicach Prus Królewskich. Nauki pobierał najpierw w Kolegium jezuitów w Braniewie (1593–1595) i w Kolegium Niemieckim (Collegio Teutonico) w Rzymie (1595–1602). W 1602 wstąpił w Krakowie do Towarzystwa Jezusowego, był już wówczas kapłanem. W 1606 przebywał w Danii, w l. 1615–1617 sprawował funkcję sekretarza prowincjała, w l. 1617–29 był rektorem klasztoru jezuitów w Wilnie, w l. 1621–1622 był prefektem seminarium papieskiego i bursy dla ubogich w Braniewie, w l. 1626–1628 był profesorem teologii moralnej w seminarium duchownym w Worniach. 